# نناد لوکیچ
نناد لوکیچ (صربی: Nenad Lukić؛ زادهٔ ۲ سپتامبر ۱۹۹۲) بازیکن فوتبال اهل صربستان است.
از باشگاه‌هایی که در آن بازی کرده‌است می‌توان به باشگاه فوتبال راد اشاره کرد.
وی همچنین در تیم ملی فوتبال صربستان بازی کرده‌است.